# Sei Nazioni 2013
Il Sei Nazioni 2013 (in inglese 2013 Six Nations Championship; in francese Tournoi des Six Nations 2013; in gallese Pencampwriaeth y Chwe Gwlad 2013) fu la 14ª edizione del torneo annuale di rugby a 15 tra le squadre nazionali di Francia, Galles, Inghilterra, Irlanda, Italia e Scozia, nonché la 119ª in assoluto considerando anche le edizioni dell'Home Nations Championship e del Cinque Nazioni.
Noto per motivi di sponsorizzazione come 2013 RBS Six Nations Championship a seguito di accordo di partnership commerciale con la Royal Bank of Scotland, si tenne dal 2 febbraio al 16 marzo 2013.
Vincitore della competizione fu il Galles per la seconda volta consecutiva e trentasettesima complessiva, affermazione con la quale salì in vetta al palmarès del torneo per vittorie totali.
Era dai Cinque Nazioni 1978 e 1979 che ai Dragoni non riusciva l'impresa di difendere il titolo nell'edizione successiva: il successo giunse nell'ultima giornata di torneo battendo l'Inghilterra che al fischio d'inizio era a punteggio pieno.
Il 30-3 con cui i gallesi vinsero l'incontro costuì la sconfitta inglese con il maggior scarto contro i propri rivali.
Fu la quarta edizione del Sei Nazioni decisa con la discriminante dei punti fatti/subiti e la settima in assoluto dal 1994, anno dell'abolizione delle vittorie condivise.
Cucchiaio di legno, altresì, alla Francia, che non terminava all'ultimo posto dall'edizione del 1999, l'ultima prima dell'ingresso dell'Italia nel torneo; in particolare i francesi, dopo la sconfitta nella prima giornata a Roma per 18-23 contro la stessa Italia (aggiudicatasi per la seconda volta in tre edizioni di torneo il Trofeo Garibaldi), vinsero solo l'ultimo incontro del torneo, contro la Scozia, e chiusero a pari punti dell'Irlanda, con la quale avevano pareggiato 13-13 alla quarta giornata.
Calcutta Cup agli inglesi, vincitori per 38-18 sulla Scozia mentre l'Italia, per la seconda volta nella storia delle sue partecipazioni al torneo, terminò al quarto posto a pari punti della Scozia ma con peggior differenza punti.
A migliorare la classifica italiana, dopo la vittoria iniziale contro i francesi, fu quella all'ultima giornata contro l'Irlanda: fu la quarta affermazione assoluta degli Azzurri contro tale avversario, benché solo la prima nel torneo; tale partita fu anche la 103ª e ultima della carriera internazionale dell'italiano Andrea Lo Cicero.
Il valore delle marcature, come stabilito dall’IRFB nel 1992, era: 5 punti per ciascuna meta (7 se trasformata), 3 punti per la realizzazione di ciascun calcio piazzato, idem per il drop.

## Nazionali partecipanti e sedi
| Squadra     | Città       | Impianto interno   |
| ----------- | ----------- | ------------------ |
| Francia     | Saint-Denis | Stade de France    |
| Galles      | Cardiff     | Millennium Stadium |
| Inghilterra | Londra      | Twickenham         |
| Irlanda     | Dublino     | Aviva Stadium      |
| Italia      | Roma        | Stadio Olimpico    |
| Scozia      | Edimburgo   | Murrayfield        |

## Risultati

### 1ª giornata
| Arbitro: | Romain Poite |

|                                         |      |                                   |
| Cuthbert 48’ Halfpenny 55’ Mitchell 75’ | mt   | 11’ Zebo 24’ Healy 43’ O’Driscoll |
| Halfpenny 48’, 75’                      | tr   | 11’, 24’, 43’ Sexton              |
| Halfpenny 34’                           | c.p. | 21’, 29’, 40’ Sexton              |

| Arbitro: | Alain Rolland |

|                                                 |      |                       |
| Ashton 31’ Twelvetrees 43’ Parling 54’ Care 80’ | mt   | 10’ Maitland 70’ Hogg |
| O. Farrell 31’, 43’, 80’                        | tr   | 70’ Laidlaw           |
| O. Farrell 3’, 14’, 19’, 38’                    | c.p. | 20’, 40’ Laidlaw      |

| Arbitro: | Nigel Owens |

|                               |      |                        |
| Parisse 5’ Castrogiovanni 57’ | mt   | 12’ Picamoles 34’ Fall |
| Orquera 5’, 57’               | tr   | 12’ Michalak           |
| Orquera 18’                   | c.p. | 28’, 50’ Michalak      |
| Orquera 15’ Burton 68’        | drop |                        |

### 2ª giornata
| Arbitro: | Jaco Peyper |

|                                             |      |             |
| Visser 28’ Scott 42’ Hogg 47’ S. Lamont 68’ | mt   | 73’ Zanni   |
| Laidlaw 28’, 42’, 47’, 68’                  | tr   | 73’ Burton  |
| Laidlaw 15’, 24’                            | c.p. | 39’ Orquera |

| Arbitro: | George Clancy |

|                   |      |                         |
|                   | mt   | 71’ North               |
|                   | tr   | 71’ Halfpenny           |
| Michalak 14’, 52’ | c.p. | 17’, 42’, 74’ Halfpenny |

| Arbitro: | Jérôme Garcès |

|                 |      |                              |
| O’Gara 44’, 57’ | c.p. | 2’, 28’, 63’, 65’ O. Farrell |

### 3ª giornata
| Arbitro: | Romain Poite |

|                     |      |                             |
|                     | mt   | 44’ J. Davies 61’ Cuthbert  |
|                     | tr   | 44’, 61’ Halfpenny          |
| Burton 9’, 29’, 49’ | c.p. | 7’, 15’, 19’, 52’ Halfpenny |

| Arbitro: | Craig Joubert |

|                                             |      |                       |
| M. Tuilagi 54’                              | mt   | 29’ Fofana            |
|                                             | tr   | Parra                 |
| O. Farrell 1’, 27’, 33’, 47’ Flood 72’, 76’ | c.p. | 4’ Parra 56’ Michalak |

| Arbitro: | Wayne Barnes |

|                            |      |                |
|                            | mt   | 43 Gilroy      |
| Laidlaw 52’, 59’, 63’, 73’ | c.p. | 35’ P. Jackson |

### 4ª giornata
| Arbitro: | Craig Joubert |

|                                     |      |                                            |
|                                     | mt   | 23’ Hibbard                                |
|                                     | tr   | 23’ Halfpenny                              |
| Laidlaw 6’, 12’, 26’, 37’, 48’, 60’ | c.p. | 4’, 40’, 46’, 55’, 58’, 67’, 71’ Halfpenny |

| Arbitro: | Steve Walsh |

|                     |      |                        |
| Heaslip 10’         | mt   | 73’ Picamoles          |
| P. Jackson 10’      | tr   | 73’ Michalak           |
| P. Jackson 29’, 32’ | c.p. | 26’ Michalak 53’ Parra |

| Arbitro: | George Clancy |

|                                   |      |                  |
|                                   | mt   | 49’ McLean       |
| Flood 3’, 16’, 38’, 40’, 44’, 62’ | c.p. | 18’, 48’ Orquera |

### 5ª giornata
| Arbitro: | Wayne Barnes |

|                                       |      |                                   |
| Venditti 49’                          | mt   |                                   |
| Orquera 49’                           | tr   |                                   |
| Orquera 14’, 22’, 70’, 80’ García 36’ | c.p. | 6’, 40’, 53’, 58’, 64’ P. Jackson |

| Arbitro: | Steve Walsh |

|                                         |      |                |
| Cuthbert 57’, 66’                       | mt   |                |
| Halfpenny 66’                           | tr   |                |
| Halfpenny 11’, 18’, 24’, 52’ Biggar 71’ | c.p. | 21’ O. Farrell |
| Biggar 65’                              | drop |                |

| Arbitro: | Nigel Owens |

|                            |      |                      |
| Fofana 65’ Médard 70’      | mt   | 76’ Visser           |
| Michalak 65’ Machenaud 70’ | tr   | 76’ Laidlaw          |
| Michalak 45’, 49’, 52’     | c.p. | 8’, 16’, 58’ Laidlaw |

## Classifica
| Pos | Squadra     | G | V | N | P | PF  | PS  | DP  | Pt |
| --- | ----------- | - | - | - | - | --- | --- | --- | -- |
| 1   | Galles      | 5 | 4 | 0 | 1 | 122 | 66  | +56 | 8  |
| 2   | Inghilterra | 5 | 4 | 0 | 1 | 94  | 78  | +16 | 8  |
| 3   | Scozia      | 5 | 2 | 0 | 3 | 98  | 107 | −9  | 4  |
| 4   | Italia      | 5 | 2 | 0 | 3 | 75  | 111 | −36 | 4  |
| 5   | Irlanda     | 5 | 1 | 1 | 3 | 72  | 81  | −9  | 3  |
| 6   | Francia     | 5 | 1 | 1 | 3 | 73  | 91  | −18 | 3  |